# Panaetius (genus)
Panaetius is een geslacht van wantsen uit de familie van de Acanthosomatidae (Kielwantsen). Het geslacht werd voor het eerst wetenschappelijk beschreven door Carl Stål in 1865.

## Soorten
Het genus bevat de volgende soorten:

- Panaetius eliasi Wang, Liu & Cassis, 2015
- Panaetius laevicornis Wang, Liu & Cassis, 2015
- Panaetius lobulatus Stål, 1866
- Panaetius trabifer Horváth, 1902